# العلاقات العراقية المارشالية
العلاقات العراقية المارشالية هي العلاقات الثنائية التي تجمع بين العراق وجزر مارشال.

## مقارنة بين البلدين
هذه مقارنة عامة ومرجعية للدولتين:
| وجه المقارنة                                              | العراق                       | جزر مارشال                     |
| --------------------------------------------------------- | ---------------------------- | ------------------------------ |
| المساحة (كم2)                                             | 437.07 ألف                   | 181                            |
| عدد السكان (نسمة)                                         | 38.27 مليون                  | 53.13 ألف                      |
| الكثافة السكانية (ن./كم²)                                 | 87.56                        | 29.35 ألف                      |
| العاصمة                                                   | بغداد                        | ماجورو                         |
| اللغة الرسمية                                             | اللغة العربية، اللغة الكردية | لغة إنجليزية، اللغة المارشالية |
| العملة                                                    | دينار عراقي                  | دولار أمريكي                   |
| الناتج المحلي الإجمالي (بليون دولار)                      | 197.72 مليار                 | 199.40 مليون                   |
| الناتج المحلي الإجمالي (تعادل القوة الشرائية) بليون دولار | 560.73 مليار                 | 207.25 مليون                   |
| الناتج المحلي الإجمالي الاسمي للفرد دولار أمريكي          | 4.94 ألف                     | 3.38 ألف                       |
| الناتج المحلي الإجمالي للفرد دولار أمريكي                 | 15.06 ألف                    | 3.80 ألف                       |
| مؤشر التنمية البشرية                                      | 0.654                        |                                |
| رمز المكالمات الدولي                                      | +964                         | +692                           |
| رمز الإنترنت                                              | .iq                          | .mh                            |
| المنطقة الزمنية                                           | ت ع م+03:00، ت ع م+04:00     | ت ع م+12:00                    |

## منظمات دولية مشتركة
يشترك البلدان في عضوية مجموعة من المنظمات الدولية، منها:
| علم المنظمة | اسم المنظمة                   | تاريخ انضمام العراق | تاريخ انضمام جزر مارشال |
| ----------- | ----------------------------- | ------------------- | ----------------------- |
|             | البنك الدولي للإنشاء والتعمير | 27 ديسمبر 1945      | 21 مايو 1992            |
|             | يونسكو                        | 21 أكتوبر 1948      | 30 يونيو 1995           |
|             | الاتحاد الدولي للاتصالات      | 12 نوفمبر 1928      | 22 فبراير 1996          |
|             | مؤسسة التمويل الدولية         | 27 ديسمبر 1956      | 23 سبتمبر 1992          |
|             | منظمة الشرطة الجنائية الدولية | ?                   | ?                       |
|             | الأمم المتحدة                 | 21 ديسمبر 1945      | 17 سبتمبر 1991          |
|             | مؤسسة التنمية الدولية         | 29 ديسمبر 1960      | 19 يناير 1993           |
|             | منظمة حظر الأسلحة الكيميائية  | ?                   | ?                       |

## وصلات خارجية
- موقع وزارة الخارجية العراقية